# Real Casa
La Real Casa è stata un insieme di uffici presenti nel Regno di Sardegna (1720-1861) prima e poi nel Regno d'Italia (1861-1946) che furono destinati al supporto, all'amministrazione e alla gestione del patrimonio – mobile e immobiliare – del Re e della famiglia reale italiana, sia di proprietà della Corona che privata.

## Storia
Erede delle gerarchie feudali della corte sabauda di Ancien Régime, la Real Casa venne riformata nel 1848 da Carlo Alberto di Savoia a seguito della concessione dello Statuto Albertino.
Durante gli anni del Risorgimento venne ad acquisire maggiore rilievo nella scena politica della nazione, subendo numerose riorganizzazioni interne ma conservando sempre la propria fedeltà al Re tanto da essere stato uno degli organi di governo fautori della caduta del fascismo.
In seguito alla nascita della Repubblica italiana gli uffici vennero soppressi: le funzioni di supporto al capo delle stato repubblicano vennero poi assunte dal segretariato generale della Presidenza della Repubblica Italiana.

## Normativa
- Statuto Albertino (artt. 19, 20, 21);
- R.D. 24 gennaio 1849, n. 870;
- Legge 16 marzo 1850;
- R.D. 10 novembre 1856;[1]
- R.D. 11 aprile 1869;[2]
- R.D. 16 gennaio 1871;[1]
- R.D. 27 gennaio 1878;[3]
- R.D. 25 giugno 1884;[3]
- R.D. 15 gen. 1890;[2]
- R.D. 25 dicembre 1892, n. 309;
- R.D. 14 nov. 1901, n. 466;
- Legge 12 febbraio 1905, n. 26;
- R.D. 6 ottobre 1914, n. 327;
- R.D. 3 ottobre 1919, n. 1792, poi legge 18 marzo 1926, n. 562;
- R.D. 1º giugno 1921, n. 151;
- R.D. 27 novembre 1921, n. 166;
- R.D. 23 maggio 1924, n. 827;[4]
- R.D. 10 luglio 1934, n. 123;
- R.D. 15 agosto 1939, n. 328;
- R.D. 16 set. 1940, n. 402
- D.L.P. 19 giugno 1946 n. 3;

## Organizzazione

### Casa Militare di S.M. il Re
Originata dalle milizie di guardia personale del Medioevo la Casa Militare era preposta alla protezione del sovrano, alla sorveglianza delle sue residenze e alla funzione di collegamento tra le forze armate, il ministero della guerra e il suo capo supremo; da quest'ufficio dipendevano quindi tutti i corpi di guardia ed era composta da ufficiali provenienti dagli alti ranghi militari.

### Casa Civile di S.M. il Re
Concepita dalla riforma voluta da Carlo Alberto nel 1849, la Casa Civile subentrava alla Camera, della corte medievale, e comprendeva tutti gli uffici e il personale che non era alle dipendenze del primo aiutante di campo; nella riforma voluta da Carlo Alberto essa dipendeva dal prefetto di palazzo, che era posto a capo di tutti gli uffici, compresi quelli dell'amministrazione e della gestione patrimoniale. Lentamente però, la figura di rilievo della Casa Civile divenne il sovrintendente della lista civile, che dal 1856 prese la denominazione di ministro della Casa del Re e poi di ministro della Real Casa. Con la creazione della carica ministeriale venne anche a crearsi un'ulteriore burocrazia civile, strutturata in divisioni - da intendere come uffici e non come unità militari - e uffici autonomi.

#### Ministero della Real Casa
La struttura ministeriale deriva dalla sovrintendenza generale della lista civile. 
| Evoluzione amministrativa della Real Casa   | | |                                                                 |                                                                 |
| N°                                          | Riforma Albertina (1849) | Riforme Vittoriane (1854-1856) | Riforma Visone (1884)                                           | Riforma Rattazzi (1892)                                         |
| Divisioni                                   | | |                                                                 |                                                                 |
| I                                           | N.N. | 1854. Gabinetto, segreteria del Consiglio, personale, mantenimento, archivio generale, protocollo 1857. Gabinetto particolare, personale di corte, gabinetto del ministro, affari generali e riservati | Segreteria reale                                                | Segreteria reale                                                |
| II                                          | N.N. | 1854. Fabbriche, parchi e giardini 1857. Fabbriche e possessi, guardamobili | Personale, affari generali, cassetta privata, beneficenza       | Personale, cassetta privata, beneficenza                        |
| III                                         | N.N. | 1854. Contabilità 1857. Mantenimento ordinario, personale di livrea, viaggi | Fabbriche e possessi                                            | Fabbriche, possessi e inventari patrimonaili                    |
| IV                                          | N.N. | 1854. Guardamobili 1857. Contabilità e controllo | Governo interno                                                 | Governo interno                                                 |
| V                                           | N.N. | 1854. Tesoreria, contabilità | Scuderie e razze dei cavalli                                    | Ragioneria generale, tesoreria, controllo                       |
| VI                                          | N.N. | | Uffici d'ordine, archivi, protocollo, economato                 |                                                                 |
| VII                                         | | Ragioneria generale e tesoreria |                                                                 |                                                                 |
| VIII                                        | Controllo generale | |                                                                 |                                                                 |
| Uffici staccati                             | | |                                                                 |                                                                 |
|                                             | Segreteria generale (1869-1892) Direzione generale dell'amministrazione civile (1892-1922) Segreteria generale del Ministero (1922-1939) | |                                                                 |                                                                 |
| 1                                           | Ufficio d'arte | Sezione d'arte (fino al 1860/61) | Ufficio tecnico                                                 | Ufficio tecnico                                                 |
| 2                                           | Cassa della lista civile (fino al 1857), poi Tesoreria centrale                                                                          | Cassa della lista civile (fino al 1857), poi Tesoreria centrale | Cassa della lista civile (fino al 1857), poi Tesoreria centrale | Cassa della lista civile (fino al 1857), poi Tesoreria centrale |
| 3                                           | Biblioteca e Gabinetto delle medaglie | Biblioteca e Gabinetto delle medaglie | Biblioteca e Gabinetto delle medaglie                           | Biblioteca e Gabinetto delle medaglie                           |
| 4                                           | Regia armeria antica e moderna | Regia armeria antica e moderna | Regia armeria antica e moderna                                  | Regia armeria antica e moderna                                  |
| 5                                           | Regia galleria dei quadri | Regia galleria dei quadri |                                                                 |                                                                 |
| 6                                           | Regie Scuderie | Regie Scuderie | vedi V divisione                                                | Ufficio del Grande scudiere                                     |
| 7                                           | Regie Caccie | Regie Caccie | Direzione generale delle R. Caccie                              | Ufficio del Gran cacciatore                                     |
| 8                                           | | | Ufficio di consulenza legale                                    | Ufficio di consulenza legale                                    |
| 9                                           | Servizio telegrafico privato | Servizio telegrafico privato |                                                                 |                                                                 |
| 10                                          | Ufficio del Primo aiutante di campo | Ufficio del Primo aiutante di campo |                                                                 |                                                                 |
| 11                                          | Uffizi di bocca (fino al 1865), poi Ufficio del cerimoniale                                                                              | Uffizi di bocca (fino al 1865), poi Ufficio del cerimoniale | Ufficio del Prefetto di palazzo                                 | Ufficio del Prefetto di palazzo                                 |
| 12                                          | | | Ufficio della Dama e del Cavaliere d'onore della Regina         | Ufficio della Dama e del Cavaliere d'onore della Regina         |
| 13                                          | vedi VI divisione | Ufficio d'ordine |                                                                 |                                                                 |
| 14                                          | Ispezione tecnica agraria | - |                                                                 |                                                                 |
| 15                                          | Reali giardini | Reali giardini |                                                                 |                                                                 |
| Amministrazione provinciale della Real Casa | | |                                                                 |                                                                 |
| A                                           | | Lombardia (Milano, Monza) | Torino                                                          | Torino                                                          |
| B                                           | Toscana (Firenze, San Rossore e Coltano, Poggio a Caiano)                                                                                | Genova | Genova                                                          |                                                                 |
| C                                           | Modena e dipendenze | Milano e Monza | Milano e Monza                                                  |                                                                 |
| D                                           | Parma e dipendenze | Venezia | Venezia                                                         |                                                                 |
| E                                           | Province meridionali | Firenze | Firenze                                                         |                                                                 |
| F                                           | | Pisa | Pisa                                                            |                                                                 |
| G                                           | Napoli | Napoli |                                                                 |                                                                 |
| H                                           | Palermo | Palermo |                                                                 |                                                                 |
| Regia Cappella - Personale ecclesiastico    | | |                                                                 |                                                                 |
| Personale sanitario                         | | |                                                                 |                                                                 |

#### Dotazione della Corona
In generale, per dotazione della Corona s'intendeva tutto ciò che per mezzo di legge era attribuito al Re in ragione della carica che ricopriva, come previsto dallo Statuto all'articolo 19. Stante alle leggi e alla dottrina del tempo, era composta da due categorie di "istituti":
- la Lista Civile: [...] costituita dall'assegnazione annua, nel bilancio dello Stato, di una somma a favore del re in ragione dell'ufficio da lui esercitato; somma destinata principalmente a coprire le spese connesse all'ufficio medesimo nonché quelle necessarie per l'amministrazione dei beni della dotazione della corona;[13] Un assegno annuale era attribuito anche ai membri della casata, una volta raggiunta la maggiore età.[14]
- la Dotazione della Corona: [...] rappresentata propriamente da una determinata assegnazione di beni mobili e immobili, fatta al re per assicurargli la dignità delle condizioni di vita richieste dall'elevatezza dell'ufficio che ricopre.[12]

Durante il regno, sia la lista civile che la dotazione cambiò numerose volte. Di particolare rilievo è il passaggio degli immobili dalla casa reale allo Stato, e viceversa.
Con l'unificazione della Penisola, alla Corona non vennero attribuite solo le residenze sardo-piemontesi ma anche gli immobili degli stati preunitari.
Il patrimonio immobiliare subì una drastica alienazione nel 1919, durante il regno di Vittorio Emanuele III: con il regio decreto 3 ottobre 1919 n. 1792, il re retrocesse allo Stato una serie di beni, alcuni dei quali vennero devoluti a favore dell’Opera Nazionale Combattenti, di rappresentanze estere italiane o al ministero della Pubblica Istruzione. La scelta di dismettere parte degli immobili della Corona venne però criticata sia da Sidney Sonnino, indicandoli come simbolo presso le differenti regioni della Nazione, sia dai movimenti di stampo socialista.
Anche se avvenne un passaggio dalla Corona allo Stato, alcuni di questi palazzi continuarono a essere a disposizione della famiglia reale, come nel caso di Palazzo Pitti, del Palazzo Reale di Napoli, della Reggia di Capodimonte e della Palazzina di caccia di Stupinigi, oppure come il Castello di Miramare, che fu residenza dei duchi d'Aosta, prima del trasferimento ad Addis Abeba. Inoltre, fino al 1943 in provincia di Bolzano il Palazzo Reale venne destinata ai duchi di Pistoia, rappresentanti del Re e dello Stato italiano nei territori appena annessi.

### Sovrintendenza Generale del Patrimonio Privato di S.M.
Non rientrando nella lista civile e nella dotazione della Corona, questi beni erano soggetti alla normativa comune, così come stabilito nell’articolo 20 dello Statuto Albertino, la cui amministrazione era lasciata ad un organo preposto della Real Casa.

## Cariche di Corte (1940)
Prima Grande carica e Grande ufficiale dello Stato
 Ministro della Real Casa  -→ vedi Elenco dei ministri
Grandi cariche e Grandi ufficiali dello Stato
 Primo aiutante di campo del Re  -→ vedi Elenco dei Primi aiutanti
 Prefetto di palazzo  -→ vedi Elenco dei Prefetti
Alti funzionari
 Grande scudiero del Re  → vedi Elenco dei Grandi scudieri
 Gran cacciatore del Re  -→ vedi Elenco dei Gran cacciatori
Gran maestro delle cerimonie
Cavaliere d'onore della Regina
 Cappellano maggiore del Re  → vedi Elenco dei cappellani

## Beni immobili della Corona
Segue elenco parziale della dotazione immobiliare. In grassetto i beni in uso fino al 1946.
| Provenienza                   | Provincia     | Bene immobile | Bene immobile                                                     | Parte della dotazione | Parte della dotazione |
| Provenienza                   | Provincia     | Bene immobile | Bene immobile                                                     | Acquisizione          | Dismissione           |
| ----------------------------- | ------------- | ------------- | ----------------------------------------------------------------- | --------------------- | --------------------- |
| Regno di Sardegna (1720-1861) | Torino        |               | Castello Reale di Moncalieri                                      | 1200 circa            | 1919                  |
| Regno di Sardegna (1720-1861) | Torino        |               | Castello di Rivoli                                                | 1247                  | 1883                  |
| Regno di Sardegna (1720-1861) | Torino        |               | Palazzo Reale di Torino                                           | 1563                  | 1946                  |
| Regno di Sardegna (1720-1861) | Torino        |               | Villa della Regina                                                | 1615                  | 1869                  |
| Regno di Sardegna (1720-1861) | Cagliari      |               | Palazzo Reale di Cagliari                                         | 1720                  | 1884                  |
| Regno di Sardegna (1720-1861) | Torino        |               | Palazzina di caccia di Stupinigi                                  | 1723                  | 1919                  |
| Regno di Sardegna (1720-1861) | Genova        |               | Palazzo Reale di Genova                                           | 1824                  | 1919                  |
| Regno di Sardegna (1720-1861) | Aosta         |               | Riserva Reale del Gran Paradiso                                   | 1856                  | 1919                  |
| Regno Lombardo-Veneto         | Milano        |               | Palazzo Reale di Milano                                           | 1859                  | 1919                  |
| Regno Lombardo-Veneto         | Milano        |               | Villa Reale di Milano, ora Belgioioso                             | 1859                  | 1919                  |
| Regno Lombardo-Veneto         | Milano        |               | Casino Reale al Teatro alla Scala                                 | 1859                  | 1919                  |
| Regno Lombardo-Veneto         | Milano        |               | Villa Reale di Monza, parco e ville annesse                       | 1859                  | 1919                  |
| Regno Lombardo-Veneto         | Cremona       |               | Palazzo Ala Ponzone                                               | 1859                  | 1877                  |
| Ducato di Parma e Piacenza    | Parma         |               | Casino dei Boschi di Sala Baganza e Parco                         | 1860                  | 1868                  |
| Ducato di Parma e Piacenza    | Parma         |               | Villa del Ferlaro                                                 | 1860                  | 1868                  |
| Ducato di Parma e Piacenza    | Parma         |               | Palazzo di Riserva                                                | 1860                  | 1862                  |
| Ducato di Parma e Piacenza    | Parma         |               | Palazzo del Giardino                                              | 1860                  | 1862                  |
| Ducato di Parma e Piacenza    | Parma         |               | Palazzo Ducale di Parma                                           | 1860                  | 1865                  |
| Ducato di Parma e Piacenza    | Parma         |               | Palazzo Ducale di Colorno                                         | 1860                  | 1862                  |
| Ducato di Modena e Reggio     | Modena        |               | Palazzo ducale di Modena                                          | 1860                  | 1868                  |
| Ducato di Modena e Reggio     | Modena        |               | Casino delle Pentetorri                                           | 1860                  | 1868                  |
| Ducato di Modena e Reggio     | Reggio Emilia |               | Palazzo ducale di Reggio Emilia                                   | 1860                  | 1868                  |
| Stato Pontificio              | Bologna       |               | Villa di San Michele in Bosco                                     | 1860                  | 1877                  |
| Ducato di Lucca               | Lucca         |               | Palazzo ducale di Lucca                                           | 1860                  | 1868                  |
| Ducato di Lucca               | Marlia        |               | Villa Reale di Marlia                                             | 1860                  | 1868                  |
| Granducato di Toscana         | Firenze       |               | Palazzo Pitti e Giardino di Boboli                                | 1860                  | 1919                  |
| Granducato di Toscana         | Firenze       |               | Palazzina della Meridiana                                         | 1860                  | 1919                  |
| Granducato di Toscana         | Firenze       |               | Villa Alessandri                                                  | 1860                  | 1919                  |
| Granducato di Toscana         | Firenze       |               | Villa, podere e casa colonica già Massini                         | 1860                  | 1919                  |
| Granducato di Toscana         | Firenze       |               | Villa medicea di Castello                                         | 1860                  | 1919                  |
| Granducato di Toscana         | Firenze       |               | Villa medicea della Petraia                                       | 1860                  | 1919                  |
| Granducato di Toscana         | Firenze       |               | Palazzina delle Cascine, parco e annessi                          | 1860                  | 1919                  |
| Granducato di Toscana         | Firenze       |               | Villa medicea di Poggio a Caiano                                  | 1860                  | 1919                  |
| Granducato di Toscana         | Firenze       |               | Tenuta di Tavola                                                  | 1860                  | 1919                  |
| Granducato di Toscana         | Pisa          |               | Palazzo Reale di Pisa                                             | 1860                  | 1919                  |
| Granducato di Toscana         | Pisa          |               | Tenuta di San Rossore                                             | 1860                  | 1946                  |
| Granducato di Toscana         | Pisa          |               | Tenuta di Coltano                                                 | 1860                  | 1919                  |
| Granducato di Toscana         | Pisa          |               | Podere di Malaventre                                              | 1860                  | 1919                  |
| Regno delle Due Sicilie       | Palermo       |               | Palazzo Reale di Palermo                                          | 1860                  | 1919                  |
| Regno delle Due Sicilie       | Palermo       |               | Tenuta e Casino della Favorita                                    | 1860                  | 1919                  |
| Regno delle Due Sicilie       | Palermo       |               | Real Casina di Caccia di Ficuzza                                  | 1860                  | 1871                  |
| Regno delle Due Sicilie       | Napoli        |               | Palazzo Reale di Napoli                                           | 1860                  | 1919                  |
| Regno delle Due Sicilie       | Napoli        |               | Casino dell’Unione                                                | 1860                  | 1919                  |
| Regno delle Due Sicilie       | Napoli        |               | Casa dell’Egiziaca                                                | 1860                  | 1919                  |
| Regno delle Due Sicilie       | Napoli        |               | Casina al Campo di Marte                                          | 1860                  | 1919                  |
| Regno delle Due Sicilie       | Napoli        |               | Reggia di Capodimonte e bosco                                     | 1860                  | 1919                  |
| Regno delle Due Sicilie       | Napoli        |               | Tenuta di Astroni                                                 | 1860                  | 1919                  |
| Regno delle Due Sicilie       | Napoli        |               | Tenuta di Licola                                                  | 1860                  | 1919                  |
| Regno delle Due Sicilie       | Napoli        |               | Casina Vanvitelliana del Fusaro                                   | 1860                  | 1919                  |
| Regno delle Due Sicilie       | Napoli        |               | Villa Favorita di Resina                                          | 1860                  | 1879                  |
| Regno delle Due Sicilie       | Napoli        |               | Villa Maria Pia                                                   | 1934                  | 1946                  |
| Regno delle Due Sicilie       | Caserta       |               | Palazzo Reale di Caserta e parco                                  | 1860                  | 1919                  |
| Regno delle Due Sicilie       | Caserta       |               | Tenuta di Carditello e Calvi, con masseria di San Vito in Carmola | 1860                  | 1919                  |
| Regno Lombardo-Veneto         | Venezia       |               | Palazzo Reale di Venezia                                          | 1866                  | 1919                  |
| Regno Lombardo-Veneto         | Venezia       |               | Fabbricato “le Beccarie” in calle Vallaresso                      | 1866                  | 1919                  |
| Stato Pontificio              | Roma          |               | Palazzo del Quirinale e dipendenze                                | 1870                  | 1946                  |
| Stato Pontificio              | Roma          |               | Palazzo della Consulta                                            | 1871                  | 1874                  |
| Stato Pontificio              | Roma          |               | Tenuta di Castelporziano                                          | 1872                  | 1946                  |
| Regno d'Italia                | L'Aquila      |               | Riserva Reale dell’Alta Val di Sangro                             | 1873 1900             | 1878 1912             |
| Impero austro-ungarico        | Bolzano       |               | Villa Wendlandt                                                   | 1934                  | 1943                  |
| Impero austro-ungarico        | Trieste       |               | Castello di Miramare                                              | 1930                  | 1937                  |